# TSV Dachau 1865
Der TSV Dachau 1865 ist ein Sportverein aus der Großen Kreisstadt Dachau. Der Verein beheimatet die Abteilungen Aikidō, Baseball, Basketball, Bogenschießen, Darts, Fechten, Fußball, Handball, Judo, Rock ’n’ Roll, Taekwondo, Tennis, Tischtennis, sowie Turnen.

## Geschichte
Der Verein wurde 1865 gegründet. 1921 errichtete man in Augustenfeld einen vereinseigenen Sportplatz, den Ludwig-Böswirth-Platz. Nachdem 1942 der Vereinsbetrieb eingestellt worden war, wurde der Verein nach 1950 wieder neu aufgebaut. Zwischen 1956 und 1959 errichtete man am Sportplatz eine eigene Sporthalle. 2006 übernahm der TSV den insolventen Verein SSV Dachau-Ost samt allen 430 Mitgliedern, Abteilungen und Liegenschaften.

## Fußball
Die Fußballabteilung des TSV gründete sich im Jahre 1912. Sie war damit die erste selbständige Abteilung des Vereins. Nachdem man im ersten Jahr nur Freundschaftsspiele bestritten hatte, trat man dem Süddeutschen Fußballverband bei. 1917 wurde erstmals im Punktspielbetrieb gespielt. Bereits in der ersten Saison wurde die Mannschaft Meister des Bezirks München, noch vor dem TSV 1860 München und dem FC Bayern München. 1918 wurde man hinter diesen Vereinen Dritter. Nach dem Ersten Weltkrieg startete der Verein in der A-Klasse. Dort spielte die Mannschaft bis 1921 und stieg anschließend in die damals höchste bayrische Fußballliga auf, die Bayernliga Süd. Nach nur einer Saison erfolgte 1922 der Wiederabstieg. Seitdem konnte die Fußballabteilung keine nennenswerte überregionalen Erfolge mehr erreichen.
Ab Beginn des dritten Jahrtausends spielte die erste Herrenmannschaft meist in der achtklassigen Bezirksliga Oberbayern Nord. Die Saison 2009/10 beendete der TSV 1865 auf Platz eins der Bezirksliga, musste jedoch gegen den punktgleichen TSV Manching ein Entscheidungsspiel um den Meistertitel bestreiten, welches im Elfmeterschießen verloren ging. In der Aufstiegs-Relegation als Vizemeister unterlag man dem SV Raisting. Im Jahr darauf wurde der TSV Dachau erneut Vizemeister und verlor in der Aufstiegs-Relegation 2011 gegen den SC Kirchheim.
In der Saison 2011/12 wurde der TSV Meister der Bezirksliga Oberbayern und feierte schließlich in den Aufstiegsspielen gegen den FC Gerolfing den Aufstieg in die neugegründete, sechsklassige Landesliga. Am Ende der Saison 2013/14 feierte Dachau die Meisterschaft der Landesliga Südost und stieg in die fünftklassige Bayernliga Süd auf. Dort etablierte sich der Verein mit Rang zwölf (2014/15) und Rang acht (2015/16) im Mittelfeld. 2015/16 stellte der TSV 1865 vor dem FC Pipinsried die erfolgreichste Fußball-Mannschaft im Landkreis Dachau. In der Saison 2023/24 musste der Verein als Vierzehnter in die Relegation, wo man in der ersten Runde dem FC Gundelfingen unterlag und somit nach neun Jahren in der Bayernliga wieder in die Landesliga abstieg.
Spielertrainer des TSV 1865 war von 2015 bis 2022 der ehemalige Bundesliga-Profi Fabian Lamotte. Ein weiterer Ex-Profi, der kurzfristig für den Verein aktiv war, ist Andreas Brysch. Quirin Moll, der 2016/17 im Kader des Zweitligisten Eintracht Braunschweig stand, hat seine Karriere in der Jugend des TSV 1865 Dachau begonnen.

## Basketball

### Dachau Spurs
Die Dachau Spurs spielen derzeit in der 2. Basketball-Regionalliga Südost. Rekordspieler ist Christian Stüber mit insgesamt 226 Pflichtspieleinsätzen für den Verein. Spielhalle ist die Jahnhalle in Dachau in der Jahnstraße. Der TSV tritt auch in zahlreichen Jugendmannschaften an.

## Handball
Die Handballabteilung ist eine erfolgreiche Sparte des Vereins, dessen Frauenteam an DHB-Pokalrunden teilnahm, süddeutscher Meister wurde, mehrere Jahre der zweithöchsten Spielklasse im deutschen Handball angehörte und Gründungsmitglied der 2. Handball-Bundesliga war. Die TSV-Handballer nehmen mit Männermannschaften, Damenteams und Nachwuchsmannschaften am Spielbetrieb des Bayerischen Handballverbandes (BHV) teil.

## Taekwondo
Die Taekwondo-Abteilung des Vereins wurde als Abteilung des ehemaligen SSV Dachau-Ost in den 1970er Jahren gegründet. Seit 1976 konnten Mitglieder des Vereins mehrere regionale, deutsche sowie internationale Meisterschaften gewinnen. Trainiert werden die aktiven Sportler von Reinhard Langer, selbst fünffacher Deutscher Meister, Europameister und Olympiavierter 1988. Dachau ist heute Olympiastützpunkt.

### Persönlichkeiten
| Veranstaltung                                         | Platz  | Geschlecht | Sportart  | Athleten                  |
| ----------------------------------------------------- | ------ | ---------- | --------- | ------------------------- |
| Taekwondo-Europameisterschaften 1980                  | Gold   | Männer     | Taekwondo | Michael Arndt             |
| Taekwondo-Europameisterschaften 1980                  | Gold   | Männer     | Taekwondo | Reinhard Langer           |
| Taekwondo-Europameisterschaften 1982                  | Gold   | Männer     | Taekwondo | Reinhard Langer           |
| Taekwondo-Europameisterschaften 1982                  | Silber | Männer     | Taekwondo | Athanassios Karamangiolis |
| Taekwondo-Europameisterschaften 1984                  | Gold   | Männer     | Taekwondo | Reinhard Langer           |
| Taekwondo-Europameisterschaften 1986                  | Gold   | Männer     | Taekwondo | Michael Arndt             |
| Taekwondo-Weltmeisterschaft 1987                      | Gold   | Männer     | Taekwondo | Michael Arndt             |
| Olympische Sommerspiele 1988 (Demonstrationssportart) | Bronze | Männer     | Taekwondo | Michael Arndt             |
| Taekwondo-Weltmeisterschaft 1996                      | Silber | Frauen     | Taekwondo | Sonja Schiedt             |
| Olympische Sommerspiele 2000                          | Silber | Männer     | Taekwondo | Faissal Ebnoutalib        |
| Taekwondo-Weltmeisterschaft 2003                      | Silber | Männer     | Taekwondo | Faissal Ebnoutalib        |
| Taekwondo-Europameisterschaften 2004                  | Bronze | Männer     | Taekwondo | Faissal Ebnoutalib        |
| Taekwondo-Europameisterschaften 2005                  | Silber | Männer     | Taekwondo | Faissal Ebnoutalib        |
| Taekwondo-Weltmeisterschaft 2012                      | Silber | Jugend     | Taekwondo | Nikos Karamangiolis       |
| Taekwondo-Europameisterschaften 2012                  | Silber | U21        | Taekwondo | Sinem Güldali             |
| Taekwondo-Europameisterschaften 2013                  | Silber | Kadetten   | Taekwondo | Sophia Karamangiolis      |

## Tischtennis
2023 trat die Tischtennisabteilung des Nachbarvereins TSV Schwabhausen zum TSV Dachau in die dort vorhandenen Tischtennisabteilung über.